# Taťjana Levinová
Taťjana Levinová (rusky Татьяна Левина; * 28. února 1977, Orel) je ruská atletka, která se věnuje běhu na 200 metrů a hladké čtvrtce.
Své největší úspěchy zaznamenala ve štafetovém běhu na 4 × 400 metrů. Je trojnásobnou halovou mistryní světa (2004, 2006, 2008) a halovou mistryní Evropy (2005). Na halovém MS 2004 v maďarské Budapešti byla členkou štafety, která zaběhla nový světový rekord, jehož hodnota byla 3:23,88. Na rekordu se dále podílely Olesja Krasnomovecová, Olga Kotljarovová a Natalja Nazarovová. Rekord byl překonán 28. ledna 2006 ruským kvartetem ve složení (Guščinová, Kotljarovová, Zajcevová, Forševová) v čase 3:23,37. Zlato získala také na halovém mistrovství světa v Moskvě (3:24,91) a ve Valencii (3:28,17).
Reprezentovala na letních olympijských hrách v Athénách 2004. Její čas 23,23 s na dvoustovce ve čtvrtfinálovém běhu na postup nestačil.